# 멀티플 이미지 네트워크 그래픽스
멀티플 이미지 네트워크 그래픽스(영어: Multiple-image Network Graphics, MNG)는 동화상에 쓰이는 그래픽 파일 포맷이다.

## 같이 보기
- APNG
- JPEG 네트워크 그래픽스